# Kjeungskjær

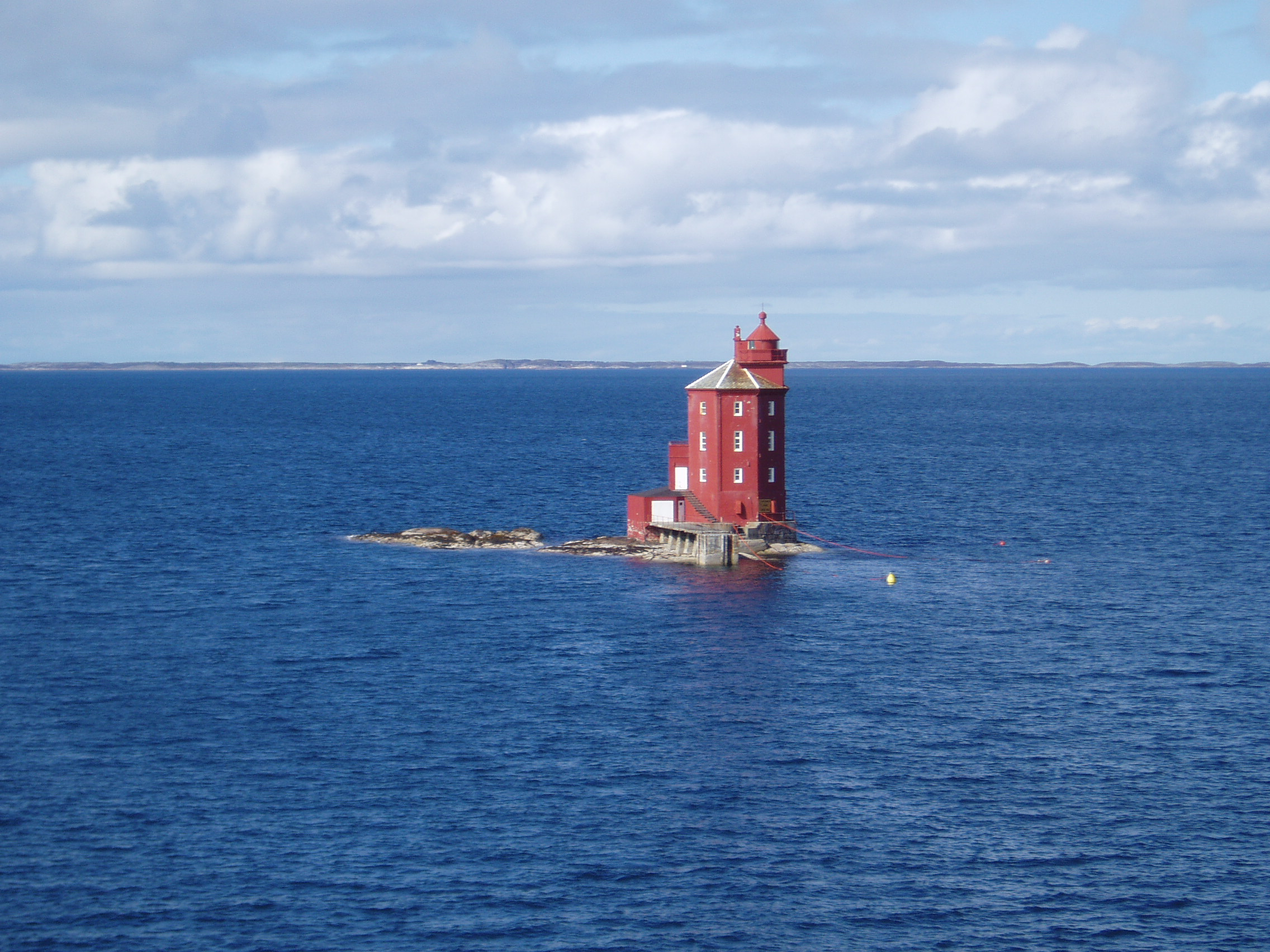
Kjeungskjær

De Kjeungskjær is een vuurtoren gelegen in de gemeente Ørland, provincie Trøndelag in Noorwegen.
De vuurtoren staat bij de ingang van de Bjugnfjord. De toren is 20.6 m hoog en de lantaarn bevindt zich 17.5 m boven de zeespiegel bij hoogtij. De toren staat op een betonnen fundering op een rots die bij hoogtij overspoeld wordt. Het is de enige achthoekige vuurtoren in Noorwegen. Hij werd in 1880 gebouwd en werd tot 1947 bewoond door de vuurtorenwachters en hun families. Nadien leefden de vuurtorenwachters op het land en bemanden ze om beurt de vuurtoren. Pas in 1956 werd de toren van elektriciteit voorzien. In 1987 werd de toren niet langer bemenst maar geautomatiseerd. Bescherming van de Noorse rijksmonumenten volgde in het jaar 2000.